# Sân bay Antoine-Simon
Sân bay Antoine-Simon (IATA: CYA, ICAO: MTCA) là một sân bay ở Haiti, là sân bay lớn thứ 4 về lượng khách ở quốc gia này.. Sân bay Les Cayes nằm ở thành phố Les Cayes, trên bán đảo nam Haiti. Sân bay Les Cayes có một đường băng dài 1020 m bề mặt asphalt.
Hiện có các hãng cung cấp dịch vụ bay theo lịch trình và thuê bao kết nối sân bay này với Port-au-Prince..

## Các hãng hàng không và các tuyến điểm
- Caribintair (Port-au-Prince)
- Tortug' Air (Port-au-Prince)